# Ariane Lavigne

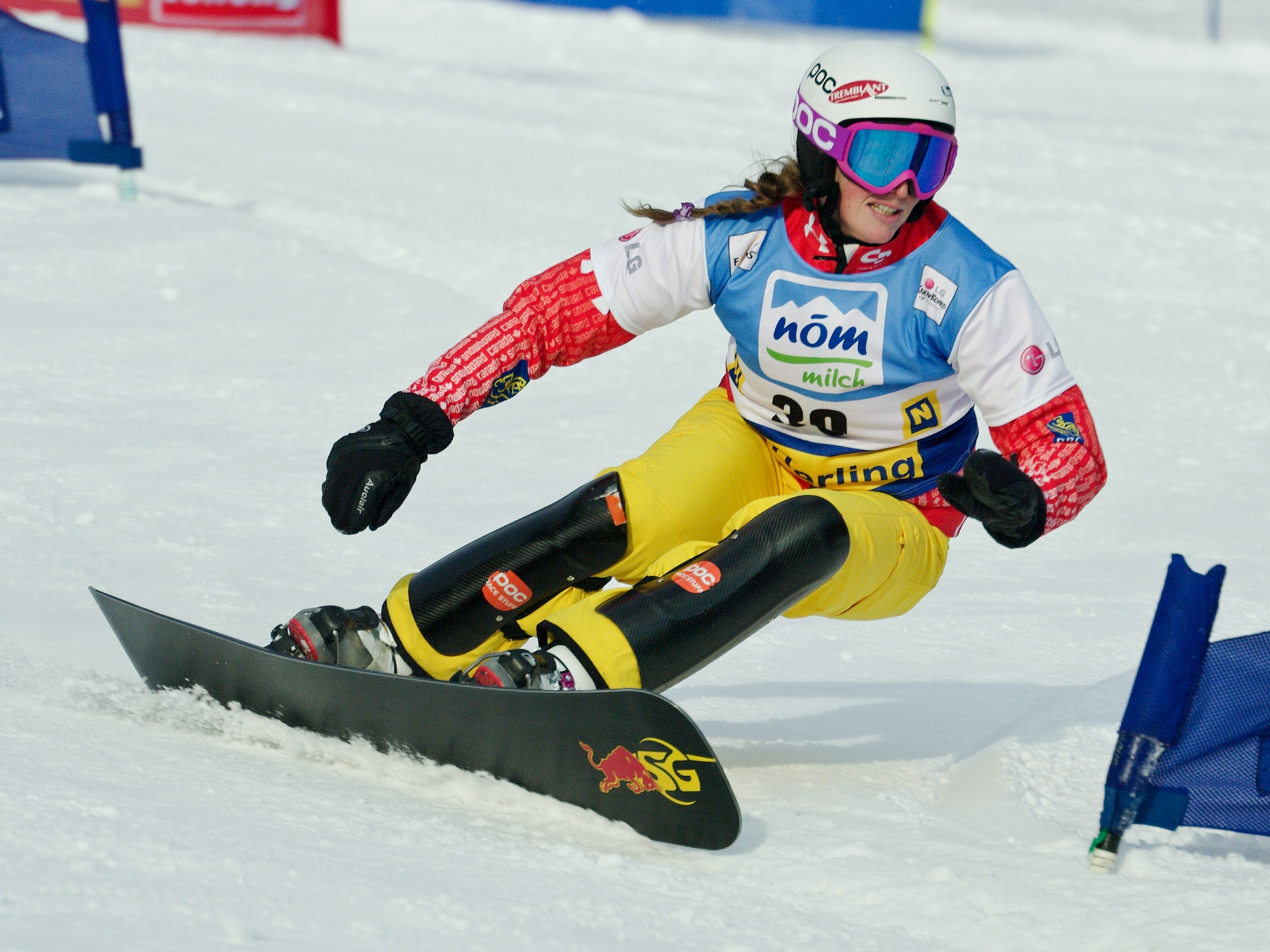
Ariane Lavigne, 2012

Ariane Lavigne (* 8. Oktober 1984 in Sainte-Agathe-des-Monts) ist eine kanadische Snowboarderin. Sie nahm für Kanada an den Olympischen Winterspielen im Jahr 2014 teil.

## Karriere
Im Weltcup 2012/13 erreichte sie im Snowboard-Weltcup ihren ersten Podestplatz. Am 14. Februar 2013 belegte sie in Sotschi im Parallel-Riesenslalom hinter der Österreicherin Marion Kreiner und der Deutschen Amelie Kober den dritten Platz. Vom Canadian Olympic Committee wurde sie für die Olympischen Winterspiele 2014 in Sotschi nominiert. Im Parallel-Riesenslalom belegte sie den achten Platz und war damit hinter Marianne Leeson und Caroline Calvé die schlechteste Kanadierin. Im Gegensatz dazu war sie im Parallelslalom mit den 17. Platz die beste Kanadierin.